# Giovan Battista Borghesi
Giovan Battista Borguesi , o Giovanni Battista Borghesi o Giambattista Borghesi (Parma 25 de noviembre de 1790 , en el Ducado de Parma ,Ibidem, 25 de noviembre de 1846) fue un Pintor italiano de la primera mitad del Siglo XIX.

## Biografía
Giovan Battista Borghesi se formó en la escuela de pintura de Biagio Martini . Entre sus primeras obras se encuentran los frescos La muerte de Ettore y La fuga delle vestali, creados en casa de su tío, Pietro Borghesi.
Hacia 1815, en el Palacio ducal de Colorno, un Homero que explica la Ilíada (obra destruida) y la decoración de varias salas. En la iglesia de Santa Margherita de Colorno pintó la Virgen con el Niño y los Santos.
Tras pintar en varias iglesias de Parma, incluyendo un Sant´Antonio Abate en la iglesia de Sant´Ulderico, en 1822 pintó un gran retablo ovalado con la Santísima Trinidad en el oratorio de la Trinidad de los Rossi, que se hizo muy popular y le valió una beca para viajar a Roma en 1823. Permaneció allí dos años y pintó escenas para el Teatro Argentina. De regreso a Parma, hizo escala en Perugia y Florencia, donde pintó varias pinturas, incluyendo un Ritratto della Fornarina y un Ritratto di Galileo, inspirados en obras similares de Rafael Sanzio y Justus Sustermans.
En 1830, fue nombrado profesor de pintura en la Academia de Bellas Artes de Parma. Realizó restauraciones de Fresco desde Parmigianino hasta Fontanellato, y posteriormente, de las que se consideran sus obras maestras: el retrato de la duquesa María Luisa de Austria (conservado en la Galería Nacional de Parma), la bóveda y el telón del nuevo Teatro Regio (Parma) y la bóveda de la tercera sala de la Biblioteca Palatina de Parma.

## Muerte
Murió en Parma a la edad de 56 años y una calle de la ciudad está dedicada a él.